# 死の追跡
『死の追跡』（The Deadly Trackers）は1973年のアメリカ合衆国の西部劇映画。出演はリチャード・ハリスなど。

## キャスト
※括弧内は日本語吹替（初回放送1980年8月24日『日曜洋画劇場』）
- ショーン・キルパトリック：リチャード・ハリス（岸田森）
- フランク・ブランド：ロッド・テイラー（森山周一郎）
- グティエレス：アル・レッティエリ（小林清志）
- チュー・チュー：ネヴィル・ブランド（及川ヒロオ）
- マリア：イセラ・ベガ

## スタッフ
- 監督：バリー・シアー
- 製作：フォアド・セイド
- 製作総指揮：エドワード・ローゼン
- 原案：サミュエル・フラー
- 脚本：ルーカス・ヘラー
- 撮影：ガブリエル・トーレス
- 編集：マイケル・エコノモー
- 音楽：フレッド・スタイナー、ジェリー・フィールディング